# Rhododendron christianae
Rhododendron christianae är en ljungväxtart som beskrevs av Herman Otto Sleumer. Rhododendron christianae ingår i släktet rododendron, och familjen ljungväxter. Inga underarter finns listade i Catalogue of Life.